# Samson Schames
Fritz Siegfried Samson Schames (geb. 31. Dezember 1898 in Frankfurt am Main; gest. 1967 in New York) war ein deutsch-amerikanischer Maler.

## Leben
Samson Schames stammte aus einer alteingesessenen Frankfurter jüdischen Familie. Der Kunsthändler Ludwig Schames, ein bedeutender Förderer von Ernst-Ludwig Kirchner und anderen Expressionisten, war sein Onkel und führte ihn an die Kunst heran.
Sein künstlerisches Studium begann Schames an der Offenbacher Kunstgewerbeschule, musste es aber wegen Einberufung zum Militärdienst unterbrechen. Nach Ende des Ersten Weltkriegs studierte er an der Frankfurter Kunstgewerbeschule weiter. Ab 1928 widmete er sich intensiv der Malerei.
Unter den Nationalsozialisten konnte er seine Bilder nur noch in Ausstellungen des Kulturbundes Deutscher Juden oder im eigenen Atelier zeigen. 1937 wurde in der Aktion „Entartete Kunst“ nachweislich sieben seiner Bilder aus öffentlichen Sammlungen beschlagnahmt.
Als Jude akut gefährdet, verließ er zusammen mit seiner Frau 1939 Deutschland für immer. Im Londoner Exil war Schames im Freien Deutschen Kulturbund aktiv und konnte seine Werke in Gruppen- und Einzelausstellungen zeigen. 1948 zogen er und seine Frau nach New York, wo er 1967 verstarb.
Samson Schames ist der sogenannten verschollenen Generation zuzurechnen.

## Werke

### 1937 als "entartet" aus öffentlichen Sammlungen beschlagnahmte Werke
- Landschaft (Aquarell; Kunstsammelstelle Frankfurt; vernichtet)
- Florenz (Aquarell; Kunstsammelstelle Frankfurt; vernichtet)
- Straße (Druckgrafik; Kunstsammelstelle Frankfurt; 1937/1938 in den Propaganda-Ausstellungen „Der ewige Jude“ in München vorgeführt. Verbleib ungeklärt.)
- Rückenakt (Druckgrafik; Kunstsammelstelle Frankfurt; 1937/1938 in den Ausstellungen „Der ewige Jude“ in München vorgeführt. Verbleib ungeklärt.)
- Landschaft (Druckgrafik; Kunstsammelstelle Frankfurt; 1937/1938 in den Ausstellungen „Der ewige Jude“ in München vorgeführt. Verbleib ungeklärt.)
- Bärtiger Kopf (Zeichnung; Kunstsammelstelle Frankfurt; zerstört)

- Sizilianische Küste (Aquarell; Städelsches Kunstinstitut Frankfurt/Main; vernichtet)

### Weitere Werke (Auswahl)
- London (Öl auf Pappe, 40 × 58 cm, 1940; Museum Kunst der Verlorenen Generation, Salzburg)[3]

- Auktion (Gouache auf Papier, 32 × 48 cm, 1944; Museum Kunst der Verlorenen Generation, Salzburg)[3]

- Hiob (Öl und Tusche über Gouache auf Pappe, 28,5 × 35 cm; Museum Kunst der Verlorenen Generation, Salzburg)[3]

- Arche (Öl und Tusche über Gouache auf Pappe, 29 × 55,5 cm, 1957; Museum Kunst der Verlorenen Generation, Salzburg)[3]

- Église Saint-Étienne-du-Mont Paris (Öl und Tusche über Gouache auf Pappe, 36,5 × 27 cm, 1962; Museum Kunst der Verlorenen Generation, Salzburg)[3]

## Postume Ausstellungen
- 1989: Samson Schames: Bilder und Mosaike. Ausstellung im Jüdischen Museum Frankfurt
- 1995: Frankfurt/Main, Tiefgeschoß der Paulskirche („Vier Frankfurter Künstler im Widerstand. Arthur Fauser, Leo Maillet, Friedrich Wilhelm Meyer, Samson Schames“)
- 2023: Samson Schames: Fragmente des Exils. Ausstellung im Jüdischen Museum Frankfurt